# Matti Suuronen

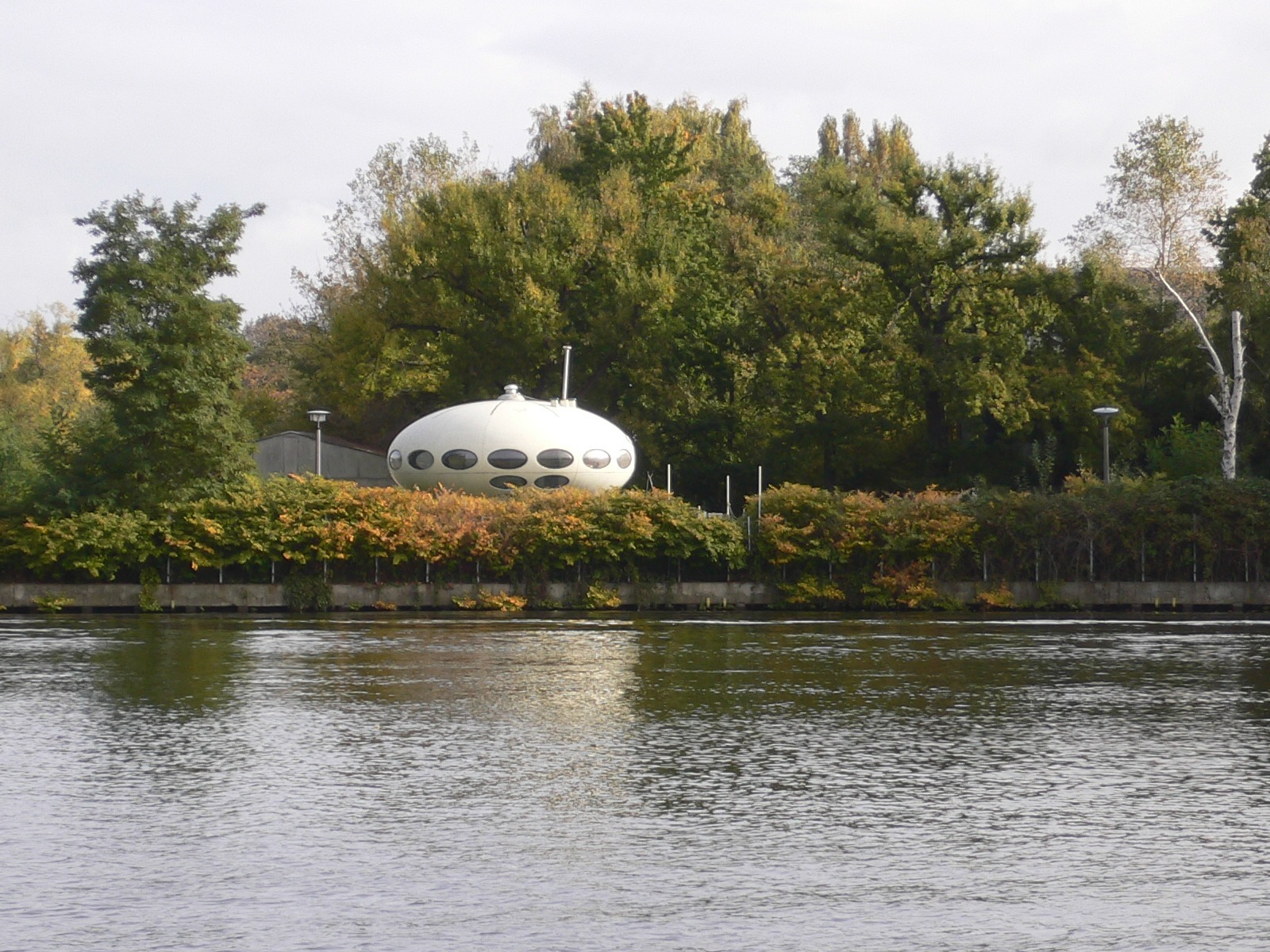
Dům Futuro

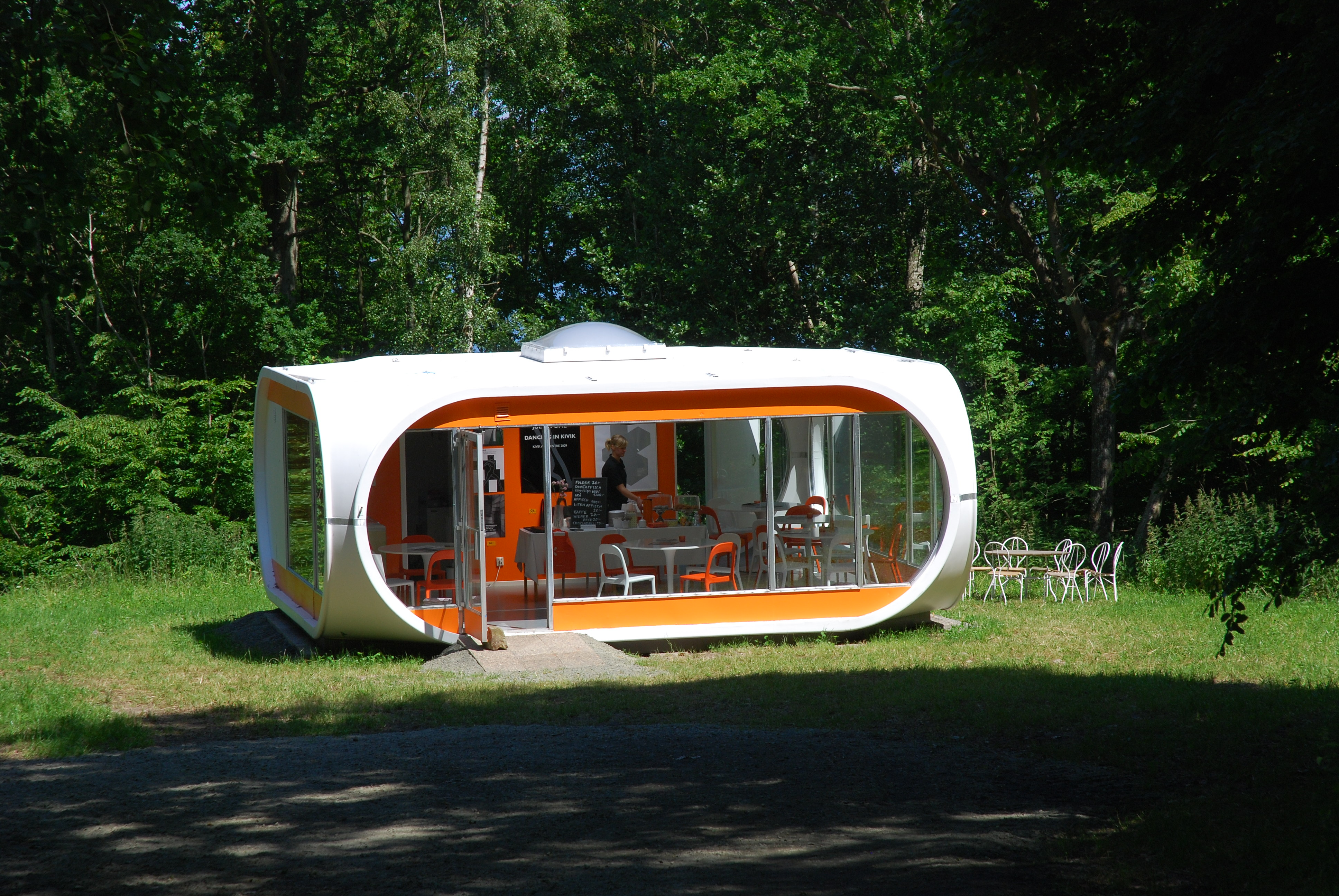
Dům Venturo

Matti Suuronen (14. června 1933 Lammi — 16. dubna 2013 Espoo) byl finský architekt. Absolvoval Helsinskou technickou univerzitu, založil vlastní projekční kancelář Casa Finlandia. Pracoval převážně s plasty (umělá pryskyřice, sklolaminát). Proslavil se jako autor domů Futuro (rotační elipsoid připomínající létající talíř) a Venturo, pojatých jako stavebnice z lehkých umělohmotných dílců: měly sloužit jako dočasné rekreační objekty, které budou snadno přenosné a dobře zapadnou do krajiny.